# Pangani (Tansania)

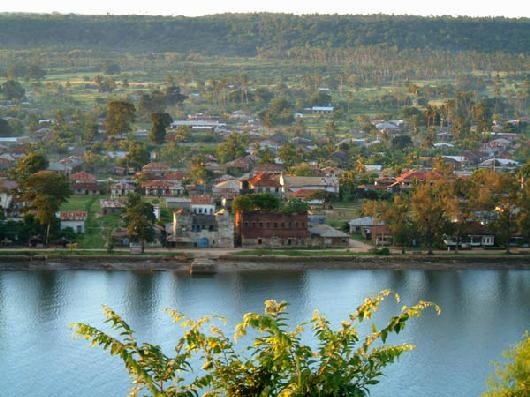
Pangani am Nordufer des Panganifluuses kurz vor der Mündung in den Indischen Ozean

Pangani ist eine kleine Stadt an der tansanischen Küste zwischen Dar es Salaam und Tanga, die an der Trichtermündung des Panganiflusses liegt. Sie hat etwa 8000 Einwohner und ist Sitz der Verwaltung des gleichnamigen Distriktes.
Der kleine Ort hat eine lange Geschichte als einstmals bedeutende Küsten- und Hafenstadt der Suahelikultur. Einige große Suahelihäuser, darunter auch die ehemalige deutsche Boma (Verwaltungsgebäude), sind sichtbare Überreste einer reichen Vergangenheit.

## Geschichte
Die Anfänge Panganis liegen im Dunkeln. Es gibt Spekulationen, dass der Ort an Stelle des antiken Rhapta liegt, das im Periplus des Erythräischen Meeres erwähnt wird. Archäologen haben Reste von Siedlungen aus dem 15. Jahrhundert in der Nähe der Stadt identifiziert.

Geschäftsstraße in Pangani, ca. 1910

Unter der Herrschaft von Sansibar erlebte Pangani im 19. Jahrhundert einen Aufschwung, als auf dem Weltmarkt verstärkt Elfenbein nachgefragt wurde und Sansibar verstärkt Sklaven für den Aufbau seiner Plantagenwirtschaft importierte. In der Umgebung der Stadt wurden Zuckerrohrplantagen angelegt, die für den Export produzierten. Pangani wurde auch Ausgangsort für den Karawanenhandel ins Landesinnere.

### Der Aufstand von 1888
Am 16. August 1888 sollte die Stadt als Teil des sansibarischen Festlandsgebietes von der Verwaltung des Sultans in die der Deutsch-Ostafrikanischen Gesellschaft (DOAG) übergehen, die den Küstenstreifen des heutigen Tansania gepachtet hatte. Der DOAG-Vertreter Emil von Zelewski verursachte durch sein provokatives Auftreten – u. a. bedrängte er mit seinem Hund den Liwali von Pangani in einer Moschee und missachtete die Fahne des Sultanats – eine spontane Revolte der Stadtbevölkerung, die jedoch zunächst schnell durch deutsche Marinesoldaten unterdrückt wurde. Dies war der Auslöser für den Aufstand der ostafrikanischen Küstenbevölkerung gegen die DOAG, der sich von Pangani aus über die gesamte Küste erstreckte. Als bedeutender Führer trat der Plantagenbesitzer und Händler Buschiri bin Salim hervor.

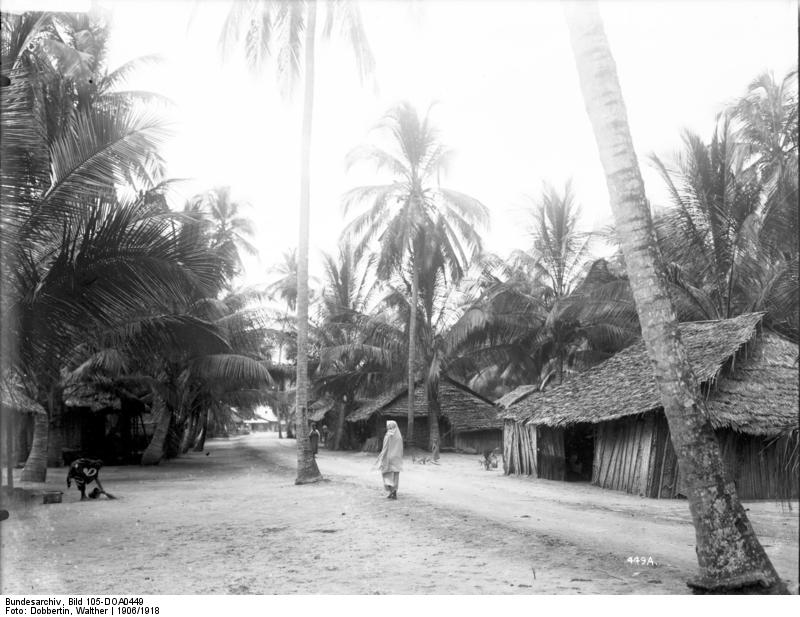
Straße im afrikanischen Teil Panganis (1906)

Am 9. Juli 1889 wurde Pangani von deutschen Kolonialtruppen eingenommen, die nach dem Zusammenbruch der Herrschaft der DOAG deren Gebiet als Kolonie des Deutschen Reiches eroberten.

### Niedergang
Unter der Kolonialherrschaft erlebte Pangani einen Rückgang seiner wirtschaftlichen Bedeutung. Die Flussmündung war wegen der vorgelagerten Barre als Hafen nur für Daus, nicht aber für moderne Dampfer geeignet. Die Deutschen und später die Briten bauten den modernen Hafen von Tanga nur wenig nördlich von Pangani aus. Pangani blieb aber unter deutscher Herrschaft Sitz eines Bezirksamts, hatte ein Hauptzollamt (Zollamt I. Klasse), Post und Telegrafenstation und war Standort der Polizeitruppe.

## Wirtschaft
Die Anlage von Sisalplantagen brachte dem Ort eine gewisse Belebung. In den 1990er Jahren wurden auch die Naturstrände bei Pangani als Tourismusziele wiederentdeckt. Die Besucherzahlen halten sich wegen der schlechten Infrastruktur jedoch in Grenzen.